# Varicosia venata
Varicosia venata är en fjärilsart som beskrevs av George Francis Hampson 1924. Varicosia venata ingår i släktet Varicosia och familjen nattflyn. Inga underarter finns listade i Catalogue of Life.